# Gerald Chenoweth
Pour les articles homonymes, voir Chenoweth.
Gerald Chenoweth, né en 1943, est un compositeur américain. Diplômé de l’université d'Iowa, il enseigne à l’université Rutgers.

## Discographie
New World Records a publié un album d’œuvres pour piano de Ralph Shapey, Robert Moevs et Gerald Chenoweth.
Innova Recordings a publié un album en 2004.